# Сестон
Сестон — це сукупність організму (біосестон) та неживої речовини (абіосестон або триптон), що плаває у водному середовищі. Біосестон часто називають планктоном, хоча він також містить нектон. Абіосестон охоплює також детрит.
Багато видів використовують сестон у своїй повсякденній діяльності. Деякими прикладами є вусоногі молюски, мідії, морські гребінці, корали, морські анемони, морські бризки та морські огірки. Підвісні та фільтрувальні годівниці, як кити, також покладаються на сестон як джерело їжі. Багаті поживними речовинами частинки сестону можуть підтримувати місцеву екосистему, забезпечуючи харчування організмам. Чим більша кількість органічної речовини в сестоні, тим він поживніший для суспензійних годівниць, які розраховують на сестон як на джерело їжі. Багато з цих тварин пристосувалися до можливості їсти як органічний, так і неорганічний сестон. Тварини, які їдять сестон, також повинні адаптуватися, оскільки сестон не завжди присутній або можуть бути періоди часу, коли він менш поживний. Вони пристосовуються, з'їдаючи більше, коли воно є, або зберігаючи його, щоб з'їсти пізніше, коли інакше воно було б недоступне. Дослідження річок показали, що сестон у нижній течії є більш поживним, ніж у верхній.
Хоча сестон необхідний для багатьох тварин і в багатьох екосистемах, він також може бути шкідливим у великих кількостях. Іноді така людська діяльність, як рибальство та сільське господарство, що створює насичений поживними речовинами поверхневий стік, може різко збільшити присутність органічного сестону. Це раптове збільшення може дестабілізувати екосистему, якщо недостатньо організмів, які їдять цей сестон, щоб компенсувати збільшення. Коли кількість сестону зростає, це може заважати росту інших організмів, процес, відомий як культурна евтрофікація. Одним із прикладів цього процесу є озеро Окічобі в американському штаті Флорида. Стік із сусідніх ферм збільшує вміст поживних речовин в озері та сприяє зростанню кількості водоростей. Особливо в більш мілководних частинах озера Окічобі водорості ростуть дуже добре, оскільки їм потрібне сонячне світло для здійснення процесу фотосинтезу, щоб виробляти собі їжу. Оскільки частини озера Окічобі дуже мілкі, через воду проникає високе світло, що дозволяє більшій кількості водоростей отримувати необхідне сонячне світло. Оскільки водоростям потрібне тепле та сонячне середовище, це особливо проблема в більш теплих кліматичних умовах, таких як Флорида. Частина водоростей, що цвітуть, є синьо-зеленими водоростями, які також відомі як ціанобактерії. Він дуже швидко росте, коли має живлення азотом і фосфором. Цвітіння водоростей погіршує якість води і може викликати захворювання людей і тварин. Деякі симптоми у людей включають нудоту та блювоту, але найгіршим побічним ефектом може бути печінкова недостатність. Оскільки води озера Окічобі викидаються в океан через канали на сході та заході, прибережні райони Флориди також постраждали. Цвітіння водоростей призвело до закриття підприємств поблизу океану та негативного впливу на доходи від туризму в останні роки. Раніше Флорида навіть оголошувала надзвичайний стан через цвітіння водоростей.